# Athetis ochreosignata
Athetis ochreosignata is een vlinder uit de familie uilen (Noctuidae). De wetenschappelijke naam van deze soort is voor het eerst geldig gepubliceerd in 1910 door Aurivillius.
De soort komt voor in tropisch Afrika.